# ستيوارت فريدمان
ستيوارت فريدمان (بالإنجليزية: Stuart J. Freedman)‏ هو فيزيائي أمريكي، ولد في 13 يناير 1944 في لوس أنجلوس في الولايات المتحدة، وتوفي في 10 نوفمبر 2012 في سانتا فيه في الولايات المتحدة.